# Sarangârh
Sarangârh était un État princier des Indes, dirigé par des souverains qui portaient le titre de "radjah". Cette principauté subsista jusqu'en 1948 puis fut intégrer dans l'État du Madhya-Pradesh, et aujourd'hui, dans l'État de Chhattisgarh.

## Liste des radjahs de Sarangârh de 1777 à 1948
- 1777-1808 Vishvanath Sai Singh
- 1808-1815 Subhadra Sai Singh
- 1827-1828 Bhukam Sai Singh
- 1828-1829 Tikam Sai Singh
- 1829-1872 Singram Singh
- 1872-1889 Bhawani Pratap Singh (1865-1890)
- 1889-1890 Lal Raghubir Singh (+1890)
- 1890-1946 Bahadur Jawahir Singh (1888-1946)
- 1946-1948 Naresh Chandra Singh (1909-1987)